# Hikojirō Ijichi
Hikojirō Ijichi fue un vicealmirante japonés durante la guerra ruso-japonesa. Dirigió el acorazado japonés Mikasa durante la guerra, especialmente durante la batalla de Tsushima.

## Biografía
Hikojirō nació como segundo hijo de Sueyoshi Ijichi en el dominio de Satsuma. En octubre de 1874 ingresó en la Academia Naval Imperial Japonesa en su 7.º curso y se graduó como Alférez de Navío el 25 de diciembre de 1883. Inicialmente, trabajó en el Unebi y en el Hōshō. Más tarde se convirtió en miembro secundario del Estado Mayor de la Armada Imperial Japonesa. Luego sirvió como mensajero del Jefe del Distrito Naval de Yokosuka antes de dirigirse a un viaje de negocios a Francia, así como a la Embajada de Japón en Italia antes de servir como instructor en la Escuela de Guerra Naval. A continuación, Ijichi participó en la primera guerra sino-japonesa al mando del crucero japonés Hashidate. En esta época fue ascendido a Teniente de Corbeta el 16 de diciembre de 1891, a Teniente de Navío el 21 de diciembre de 1896, a Comandante el 8 de marzo de 1898 y a Capitán el 7 de diciembre de 1900.
Tras servir en el Oshima y el Musashi como Jefe Adjunto, a él se le dio el mando del Cuerpo de Lanchas Torpederas Wu. Luego fue ascendido a miembro principal del Estado Mayor de la Armada Imperial Japonesa y se le dio el mando del Fuji como Jefe Adjunto. Más tarde fue nombrado capitán del Tatsuda y ocupó el cargo de 2.º Jefe de División de la Oficina Militar del Ministerio de Marina. Se le otorgaron otros cargos como el de Capitán de la Flota Permanente y el de Capitán de Matsushima. Durante la guerra ruso-japonesa, sirvió como capitán del buque insignia de la flota combinada Mikasa y participó en la Batalla de Tsushima. 
Después de la guerra, trabajó como primer director de la Jefatura de Educación de la Armada, fue ascendido a contralmirante en noviembre de 1906. Ejerció como segundo director de la Jefatura de Educación, comandante de la escuadra de instrucción y miembro del consejo general. Fue ascendido a Vicealmirante en diciembre de 1910. Fue comandante del Distrito de la Guardia de Mako y miembro de la Asamblea General, pero falleció mientras ocupaba ese cargo el 4 de enero de 1912.

## Premios
- Orden del Sagrado Tesoro
  - 6ª (15 de mayo de 1895)[7]
  - 2.ª clase (20 de mayo de 1909)[8]
- Medalla de Honor Militar (18 de noviembre de 1895)[9]
- Orden del Sol Naciente
  - 5.ª clase (30 de noviembre de 1895)[10]
  - 4.ª con rayos dorados (30 de mayo de 1905)[11]
  - 2.ª Clase, Estrella de Oro y Plata (4 de enero de 1912)[12]
- Orden del Milano Dorado, 3.ª Clase (1 de abril de 1906)[6]

### Premios Extranjeros
- Reino de Italia: Orden de los Santos Mauricio y Lázaro, oficial (14 de marzo de 1895)[13]
- Reino de Italia: Orden de la Corona de Italia
  - 4.ª Clase (20 de abril de 1893)[14]
  - 3.ª Clase (30 de junio de 1902)[15]